# دي ويت سي. فلانغن
دي ويت سي. فلانغن هو سياسي أمريكي، ولد في 28 ديسمبر 1870 في نيويورك في الولايات المتحدة، وتوفي في 15 يناير 1946 في أوتيكا في الولايات المتحدة. نشط حزبياً في الحزب الديمقراطي. وقد انتخب عضو جمعية نيوجيرسي العامة ‏ وانتخب عضو مجلس النواب الأمريكي ‏.